# Jardin à la Faulx
Pour les articles homonymes, voir Faulx (homonymie).

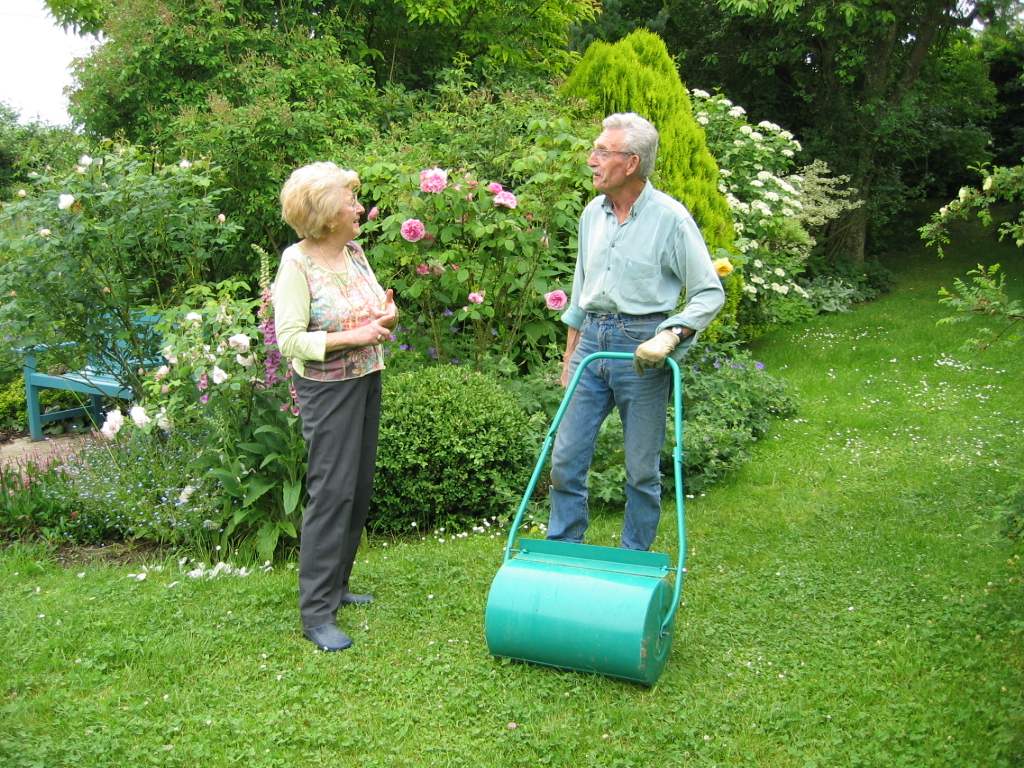
Gisèle et Gérard Bésana, fondateurs du « Jardin à la Faulx » de Dole en Franche-Comté

Le jardin à la Faulx ou jardin de Landon est un jardin privé ouvert au public, situé à Dole en Franche-Comté. Fondé par Gisèle et Gérard Bésana en 1984, c'est un jardin conçu sur le modèle anglais et classé dans la liste des jardins remarquables de France.
Sa richesse en végétaux, plus de 1 200 espèces et variétés rares ou méconnues pour la plupart, sont associées pour créer un espace plein de nuances subtiles et de sérénité. 

## Caractéristiques
Ce jardin à l'anglaise contemporain de collection est créé en
1984 sur un terrain de 8 300 m2 sur le lieu-dit « à la Faulx ».

Il est fait pour attirer le regard à toute heure du jour et en toute saison. 
Il est composé et structuré  de différentes chambres de verdure, de tableaux imaginaires ornés de décorations et mobilier de jardin : statues, sculptures, fontaines, paysage minéral, et de mises en scène, grâce à sa richesse végétale : arbres et arbustes, rosiers anciens, hortensias, plantes grimpantes et vivaces. Il s’agrémente aussi d’un potager et de quelques fruitiers….
Le domaine comprend également une maison d’habitation noyée dans la verdure, un pavillon
d’été et une jolie fermette du XIXe siècle rénovée en harmonie avec le jardin.
Collections :
- Acer, Betula, Cornus, Rosiers et graminées.

Quelque arbres remarquables : 
- Parotia persica vanessa, Cercidiphyllum japonicum ou arbre au caramel, Davidia involucrata ou arbre aux mouchoirs, Malus transitoria, Sciadopitys verticillata, Cornus florida rubra, Ulmus procera variegata, et érables à peau de serpent.

|  |  |  |  |

|  |  |  |  |

|  |  |  |  |

|  |  |  |  |

## Récompenses
- 1999 : Lauréat du prix Bonpland de la Société nationale d'horticulture.
- Label « Jardin remarquable » du Ministère de la Culture et de la Communication.

Reportages dans les revues :
- « L'Ami des jardins » d'octobre 2000.
- « Passions Grand Est » de septembre 2001.
- « Mon jardin, ma maison » de mars 2003.

## Tourisme
Le jardin est ouvert au public le dernier week-end de mai et les trois premiers de juin pour ses arbres et arbustes à fleurs, ses roses et ses vivaces, et deux week-ends en octobre pour la grande variété  d’arbres et arbustes aux couleurs superbes d’automne, des écorces, des baies, et  des graminées mêlées aux dernières vivaces. Il est également ouvert toute l’année pour les groupes sur rendez-vous. Des visites guidées et commentées sont assurées par la propriétaire Gisèle Bésana, passionnée de botanique.
Adresse : 103 Avenue de Landon - 39100 Dole